# Rotbrunna
Rotbrunna är en småort i Enköpings kommun, en by i Härnevi socken i Uppland.
Rotbrunna är kulturminnesmärkt i sin egenskap av radby med historiskt intresse. Sedan 2001 arrangeras här Härnevi bymarknad.
Länsväg C 801 går genom byn. Byns södra del passeras av länsväg C 561.